# Radvenci
Radvenci so naselje v Občini Gornja Radgona.